# Lispocephala pilimutinus
Lispocephala pilimutinus är en tvåvingeart som beskrevs av Xue och Zhang 2006. Lispocephala pilimutinus ingår i släktet Lispocephala och familjen husflugor. Inga underarter finns listade i Catalogue of Life.